# Gonodonta biarmata
Gonodonta biarmata là một loài bướm đêm trong họ Noctuidae.